# یادویگا لهستان
یادویگا (۱۳۷۳/۴ – ۱۷ ژوئیه ۱۳۹۹) فرمانروای لهستان از ۱۳۸۴ میلادی تا زمان مرگش بود. عنوان حکومتی او به جای ملکه، شاه لهستان بود و بنابراین این موضوع را نشان می‌داد که وی فرمانروایی مستقل بوده و صرفاً یک ملکه ساده محسوب نمی‌شده است. او که عضوی از خاندان کاپتی آنژو به حساب می‌آمد، دختر شاه لایوش یکم و الیزابت بوسنی بود. او در زبان لهستانی به عنوان یادویگا، در لیتوانیایی به عنوان یادویگا، در انگلیسی و آلمانی به عنوان هدویگ و در زبان لاتین به عنوان هدویگیس شناخته می‌شود.
در آن زمان، مقام ملکه سلطنتی در اروپا رواج نداشت اما یادویگا به عنوان شاه تاجگذاری کرد. او از سوی کلیسای کاتولیک با عنوان سنت هدویگ (هدویگ مقدس) مورد احترام و تکریم قرار گرفت. با مرگ او، حکومت از خاندان در حال انقراض پیاست، به خاندان یاگیلون منتقل شد که منشأ لیتوانیایی داشتند.

## نگارخانه

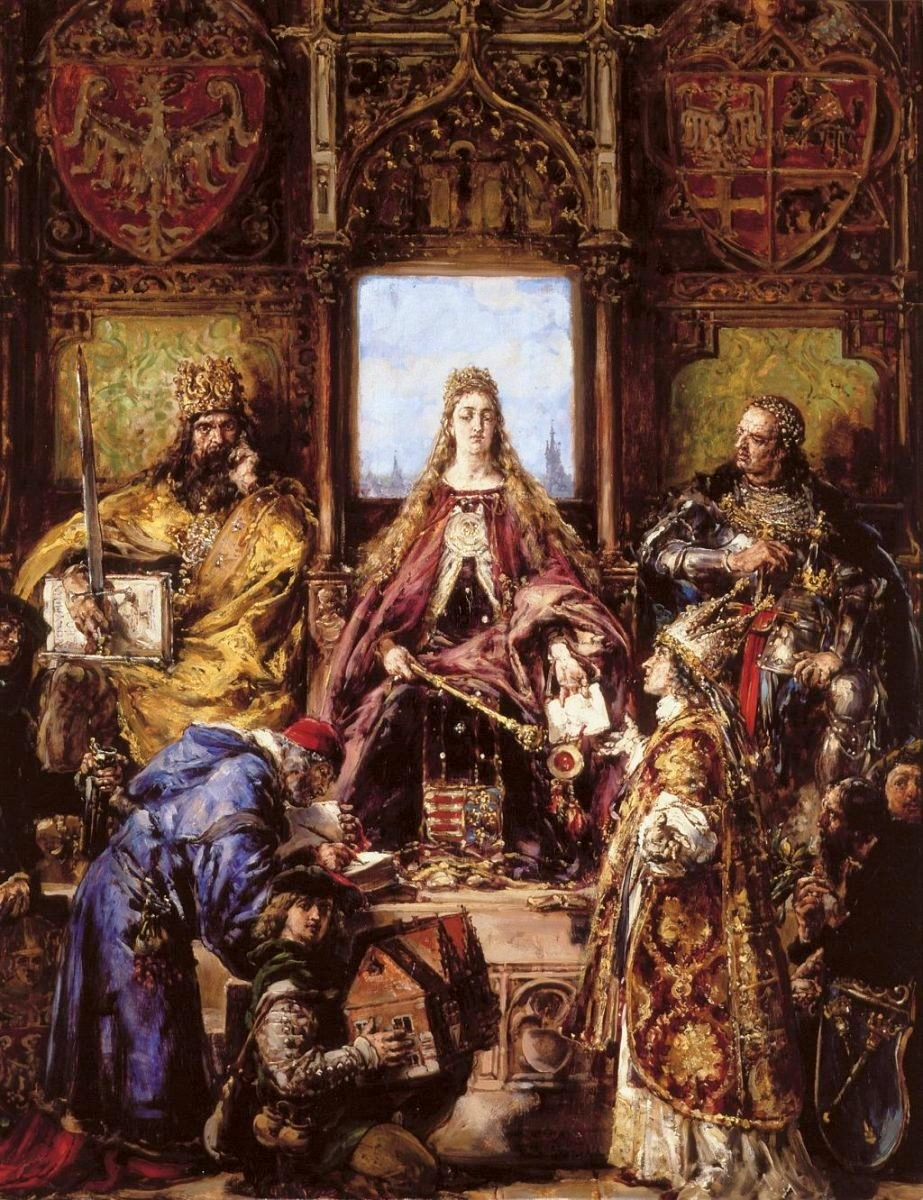
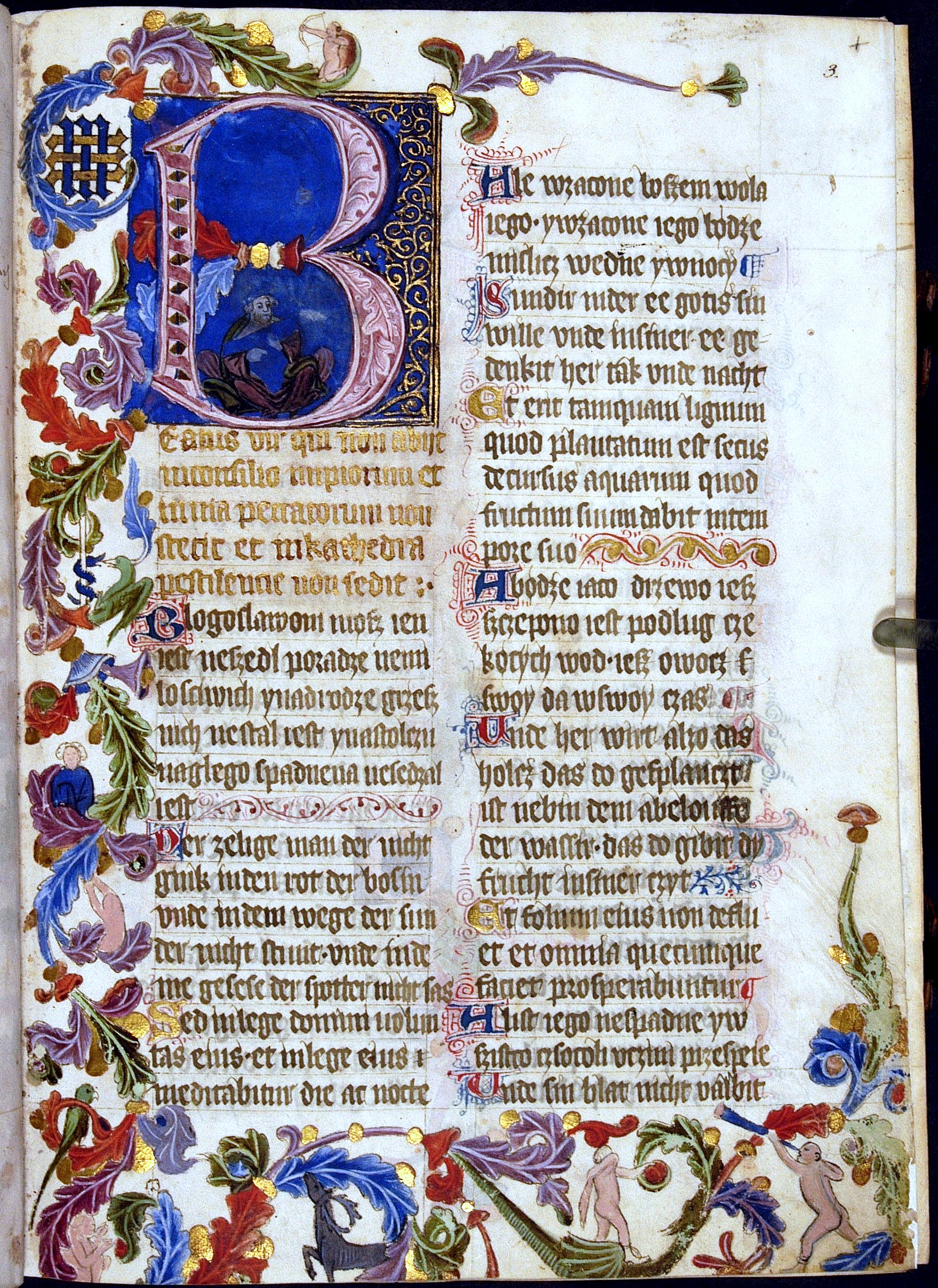
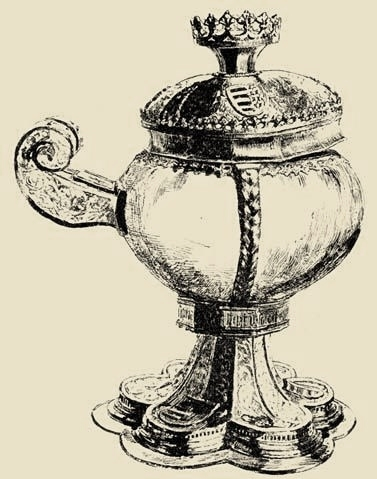
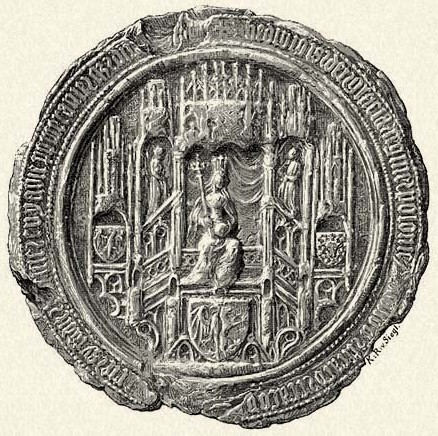
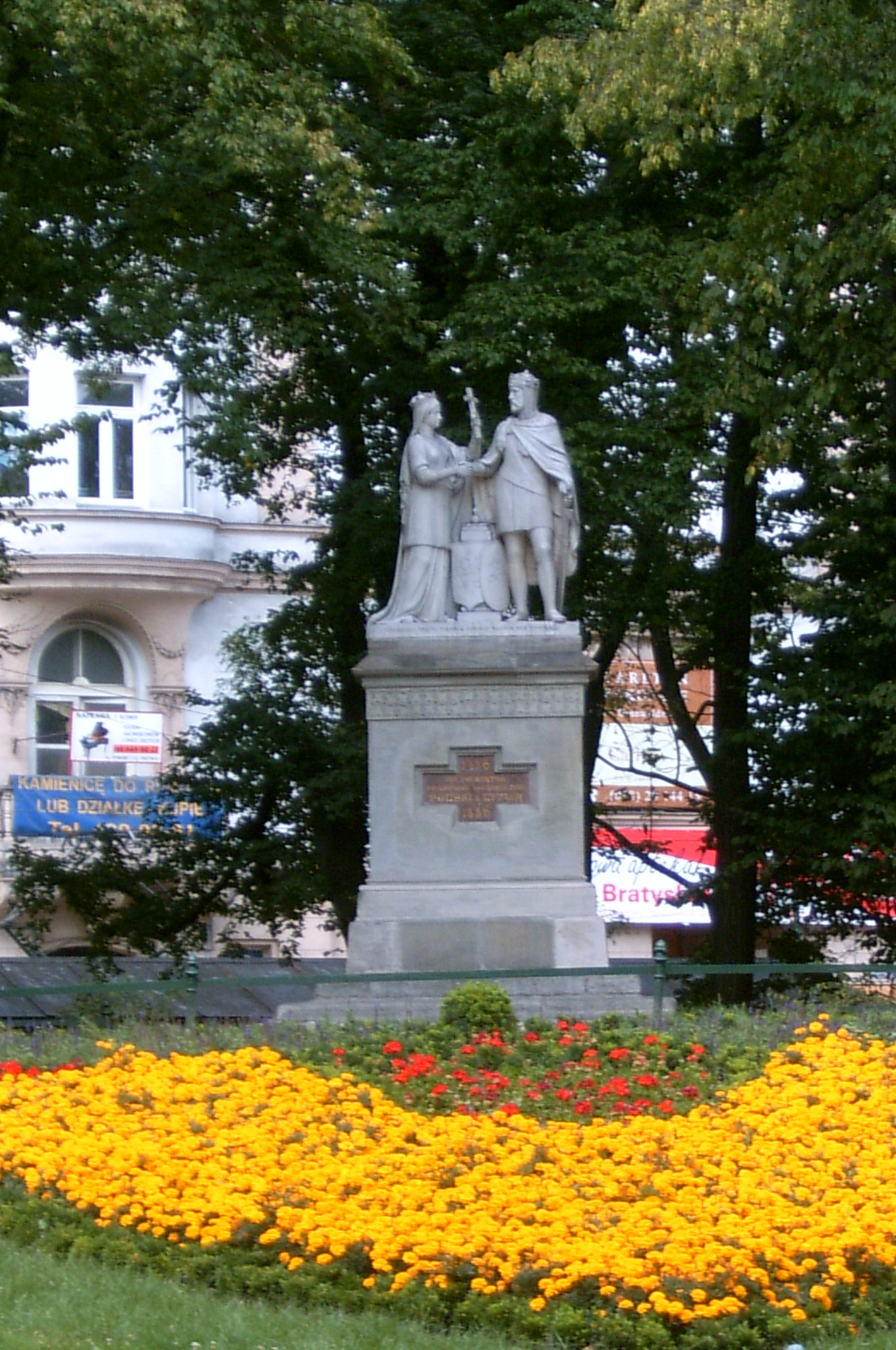
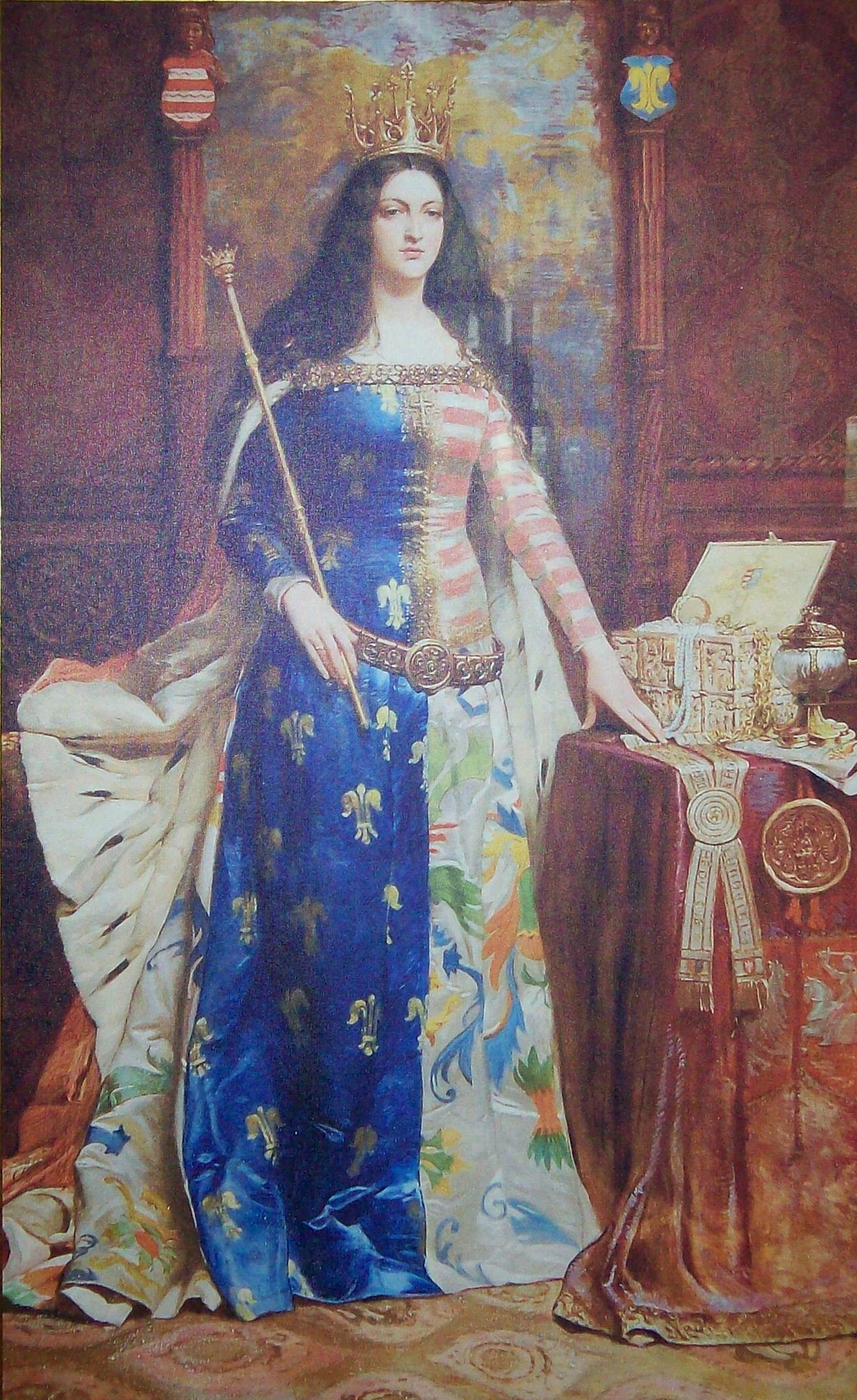